# Ela FitzPatrick
Ela FitzPatrick, III contessa di Salisbury (Amesbury, 1187 – Abbazia di Lacock, 24 agosto 1261), figlia di William FitzPatrick, II conte di Salisbury, sposò Guglielmo Longespée, che assunse così il titolo nobiliare della moglie.

## Biografia
Ela nacque ad Amesbury nel 1187 da William FitzPatrick, II conte di Salisbury (morto nel 1196) e da Eléonore de Vitré (1164 - 1232 o 1233), la famiglia di sua madre affondava le proprie radici nella regione francese della Bretagna, mentre quella di suo padre era imparentata in maniera collaterale con quella di Guglielmo il Maresciallo ed era di origine normanna. Nel 1196 suo padre morì lasciandole il titolo, era infatti l'unica figlia vivente, e la leggenda vuole che Ela venne imprigionata da alcuni avidi parenti in un castello della Normandia in modo da estorcerle l'eredità. Sempre secondo la leggenda la giovane venne salvata da un giovane cavaliere, William Talbot, che andò sotto ogni finestra normanna chiamando Ela finché questa non gli rispose.
Nello stesso anno Ela, di soli nove anni, fu fatta sposare con il ventenne Guglielmo Longespée, fratellastro di Riccardo Cuor di Leone che fu promotore di questo matrimonio, in questo modo Guglielmo divenne, III conte di Salisbury.
Insieme ebbero diversi figli:
- Guglielmo II Longespée (circa 1209 - 7 febbraio 1250), morì combattendo in Terra santa a Mansurah
- Petronella Longespée (circa 1209)
- Ida Longespée (circa 1210 - 1269)
- Riccardo Longespée (circa 1214), canonico a Salisbury
- Stefano Longespée (circa 1216 - Sutton 23 gennaio 1260), Siniscalco di Guascogna e Giustiziere d'Irlanda
- Nicola Longespée (circa 1218 - 18 maggio 1297), vescovo di Salisbury
- Isabella Longespée (circa 1219)
- Ela Longespée (morta il 9 febbraio 1298)

Nel 1225 Guglielmo fece naufragio mentre tornava dalla Guascogna, per mesi rimase in un convento situato sull'Isola di Ré e quando tornò finalmente in patria morì dopo pochi giorni il 7 marzo 1226 ed Ela esercitò le funzioni di Sceriffo del Wiltshire per i due anni seguenti.
Nel 1229 fondò un convento per gli agostiniani, l'abbazia di Lacock, e nel 1238 entrò ella stessa nel monastero come monaca, diventando badessa nel 1240 e conservando tale carica per diciassette anni seguenti.
Ela morì il 24 agosto 1261 e venne sepolta a Lacock, l'iscrizione sulla sua tomba recita:
Below lie buried the bones of the venerable Ela, who gave this sacred house as a home for the nuns. She also lived here as holy abbess and countess of Salisbury, full of good works.